# نادي لوسيل
نادي لوسيل الرياضي هو نادي قطري يلعب في الدرجة الثانية من الدوري القطري، يعتبر من أندية الهواة تأسس سنة 2014 وتم اختياره للعب في دوري الدرجة الثانية القطري في موسم 2019-2020.

## تشكيلة الفريق
ملاحظة: تشير الأعلام إلى المنتخب الوطني على النحو المحدد في قواعد الأهلية للفيفا. قد يحمل اللاعبون أكثر من جنسية واحدة غير تابعة للفيفا.
| الرقم | البلد      | المركز | اللاعب                           |
| ----- | ---------- | ------ | -------------------------------- |
| 1     | قطر        | حارس   | علي غليس                         |
| 2     | إيران      | مدافع  | أمين بيل علي                     |
| 3     | قطر        | وسط    | أيوب مشهور                       |
| 5     | قطر        | وسط    | عبد الله مكي                     |
| 6     | قطر        | وسط    | محمد طرخان                       |
| 7     | الجزائر    | وسط    | مصطفى عسار                       |
| 8     | قطر        | وسط    | عيسى قادري                       |
| 9     | ساحل العاج | مهاجم  | بيلا سانغاري (معار من إيه في اس) |
| 10    | النيجر     | وسط    | سعود جبريل                       |
| 11    | قطر        | وسط    | عبد الرحمن راشد                  |
| 12    | قطر        | وسط    | محمد شعبان                       |
| 14    | بنغلاديش   | وسط    | عبيد رحمن نواب                   |
| 17    | الجزائر    | مدافع  | سفيان كولا                       |
| 18    | قطر        | وسط    | محمد بهرامن                      |

| الرقم | البلد    | المركز | اللاعب                                 |
| ----- | -------- | ------ | -------------------------------------- |
| 19    | الجزائر  | مهاجم  | ريان عطية                              |
| 20    | فرنسا    | مدافع  | يحيى ندراني                            |
| 23    | قطر      | مدافع  | يعقوب عيسى                             |
| 29    | قطر      | وسط    | صالح اليزيدي                           |
| 34    | مصر      | حارس   | أحمد حسن                               |
| 44    | قطر      | مدافع  | ياسين يعقوب                            |
| 70    | قطر      | مدافع  | ياسر بوصاوي                            |
| 77    | قطر      | حارس   | محمد الأشول                            |
| 80    | إيران    | وسط    | حامد رضا فيروزي                        |
| 85    | البرتغال | وسط    | لينيو نيفيز (معار من نادي فيلافيردينس) |
| 88    | غانا     | مدافع  | برنارد أناس                            |
| 96    | قطر      | وسط    | محمد الرئيسي                           |
| 98    | قطر      | وسط    | فريد إبراهيم                           |

### المعارون
ملاحظة: تشير الأعلام إلى المنتخب الوطني على النحو المحدد في قواعد الأهلية للفيفا. قد يحمل اللاعبون أكثر من جنسية واحدة غير تابعة للفيفا.
| الرقم | البلد   | المركز | اللاعب                           |
| ----- | ------- | ------ | -------------------------------- |
| 24    | السنغال | مدافع  | عيسى لايي (معار إلى نادي الشمال) |